# Argyrodes maculiger
Argyrodes maculiger är en spindelart som beskrevs av Embrik Strand 1911. Argyrodes maculiger ingår i släktet Argyrodes och familjen klotspindlar. Inga underarter finns listade i Catalogue of Life.